# Free Action
Free Action ist ein Musikalbum von Wolfgang Dauner aus dem Jahr 1967, das dem Free Jazz zugerechnet wird. Es wurde am 2. Mai 1967 von Hans Georg Brunner-Schwer aufgenommen, von Joachim-Ernst Berendt produziert und zunächst bei SABA veröffentlicht.

## Hintergrund
Das Cover von Free Action zeigt eine Zeichnung von Dauner „im Stil des seinerzeit als action painting bekannten abstrakten Expressionismus.“ Damit wird „ein spontaneistisches Konzept“ signalisiert, welches „das freie Wechselspiel von Aktion und Reaktion zum dominierenden Gestaltungsprinzip“ erhebt. Zwar enthält das Album „eine spannende und vielfarbige Interaktionsmusik,“ die „dem Gestus der Neuen Musik verwandt“ und scheinbar „athematisch“ ist und beim ersten Eindruck auch „keinem fixierten Formschema“ zu folgen scheint. Doch täusche der erste Eindruck; Titel und graphisches Signal seien „irreführend.“ Die versprochene „musikalische Handlungsfreiheit“ sei nämlich „kanalisiert durch ein äußerst fein gesponnenes Netz kompositorischer Arbeit“, die im interpretierten Endergebnis „Züge des ›Unerhörten‹“ trage, insbesondere, wenn sie auf den Free Jazz jener Jahre bezogen werde. Dauner selbst wollte die Musik des Albums nicht Jazz nennen.
Dauner hat seine Kompositionen graphisch notiert. Es geht ihm bei der Instrumentierung und der Besetzung, mit der er ins Studio ging, um die geplante Inszenierung von Kontrasten: „Diese Kontraste sind mir auf der ganzen Platte und in diesem Septett wichtig, nicht nur zwischen den beiden Schlagzeugern, sondern auch zwischen Eberhard Weber am Cello und dem Saarbrücker Kontrabassisten Jürgen Karg. Und letztlich auch zwischen Pontys Violine und Gerd Dudeks Tenorsaxophon und Klarinette.“
Das Album beginnt mit dem vergleichsweise konventionellen, 24-taktigem Thema Sketch Up and Downer. Die formal ungebunden erscheinenden Stücke Disguise und Free Action Shot wurden mit iberischen, indischen und maurischen Motiven unterlegt. Angeblich ist das Stück Free Action Shot eine seiner wichtigsten Kompositionen; dort hat er – so schreibt er im Covertext – alles verwirklicht, was ihm „vorschwebt.“ Den Höreindruck dort prägen zunächst aus der Neuen Musik stammende erweiterte Klangtechniken der Streicher und das präparierte Klavier, die – zumindest in den ersten 30 Sekunden des Stückes – die Vermutung aufkommen lassen könnte, hierbei handele es sich um ein Werk der sog. E-Avantgarde. Doch dieser Eindruck verliert sich immer dann, wenn sich „energetische Spielprozesse entwickeln“; dann herrscht „der Gestus des Free Jazz“ vor. Sobald Dudek oder Dauner Soli spielen, ergeben sich im Zusammenwirken mit den beiden Drummern „rhythmische Intensitätskurven und Spannungsverläufe, wie sie die akademische Musik nicht kennt.“
Bei dem Stück Collage verzichtete Dauner auf eine Notation und gab dem Ensemble die Einsätze angeblich per Augenzwinkern oder Kopfnicken; er nutzte hier als „spontan komponierender Dirigent“ eine Zeichensprache, mit der er das Septett „durch eine rasche Abfolge von kontrastierenden Struktureinheiten“ führte.

## Titelliste
1. Sketch Up and Downer – 9:08
2. Disguise – 7:00
3. Free Action Shot – 6:03
4. My Spanish Disguise – 12:48
5. Collage – 6:15

Alle Kompositionen stammen von W. Dauner.

## Rezeption
Der Spiegel schrieb 1968 über das Album:

„Nach der graphischen Notation des Stuttgarter Pianisten, Komponisten, Malers und begehrten Happening-Artisten Wolfgang Dauner … wird aleatorisch gezirpt, gezwitschert und gezupft. In den subtilen Klangspielen seines ›Contemporary Contact‹ […] gruppiert er weitab von jedem Routine-Swing modale, atonale oder mikrotonale Geräusch-Gespinste um wechselnde instrumentale Zentren und Klangströme in gestufter Dichte mit beweglicher Intensität.“

Ekkehard Jost meinte:

„Ebenso wie viele andere Einspielungen der europäischen Jazz-Avantgarde jener Jahre ist auch Dauners Free Action durch eine gewisse stilistische Inhomogenität gekennzeichnet, die hier vor allem auf die Verschiedenartigkeit der angewendeten Kompositionsverfahren zurückzuführen ist.“

John Kelman urteilte bei all About Jazz:

“First released in 1967, Free Action is another MPS recording that's been long overdue for CD issue and, thanks to Promising Music, it's now possible to hear what was going on in Europe at the time, while largely unbeknownst to North American jazz fans.”

„Zuerst im Jahre 1967 veröffentlicht ist Free Action eine weitere MPS Aufnahme, die längst überfällig für eine CD-Ausgabe gewesen ist und dank Promising Music, ist es nun möglich, zu hören, was los war in Europa zu der Zeit, weitgehend unbemerkt von den nordamerikanischen Jazz-Fans.“

Ken Dryden schrieb bei allmusic:

“Wolfgang Dauner is not as widely known outside Europe as he ought to be, but this striking reissue is a great starting place for those who are unfamiliar with his work.”

„Wolfgang Dauner ist außerhalb Europas nicht so sehr bekannt, wie er sein sollte, aber diese markante Neuauflage ist ein guter Ausgangspunkt für diejenigen, die nicht vertraut sind mit seiner Arbeit.“